# ویسوکی دچانی
صومعه ویسوکی دچانی (صربی: Манастир Високи Дечани; آلبانیایی: Manastiri i Deçanit) صومعهٔ ارتدکس صربی قرون وسطایی واقع شده در نزدیکی دچانی، کوزوو است. این صومعه در سدهٔ چهاردهم میلادی به دست پادشاه صربستان، استفان دچانسکی بنیان نهاده شد.
صومعه ویسوکی درچانی در درهٔ رود دچانسکا بیستریکا در کوهپایهٔ رشته‌کوه آکرسید، در منطقه متوهیا قرار دارد. این صومعه در ۲ کیلومتر (۱٫۲ مایل) شهر دچانی قرار دارد. این صومعه توسط بخشداری ارتدکس صربی راشکا و پریزرن اداره می‌شود. صومعه از سال ۱۹۴۷ تحت حفاظت قانونی صربستان بوده‌است. این صومعه هم‌اکنون بخشی از یک میراث جهانی یونسکو به نام «بناهای قرون وسطایی در کوزوو» است.

## تاریخ

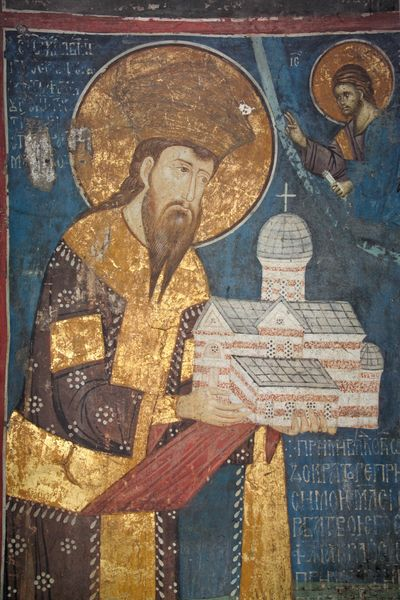
استفان دچانسکی، پادشاه صربستان و بنیانگذار صومعه ویسوکی دچانی

ساخت‌وساز صومعه در طول فرمانروایی پادشاه صرب، استفان دچانسکی در سال ۱۳۲۷ آغاز شد و اساس‌نامهٔ اولیه سال ۱۳۳۰ حفظ شده‌است. پسر دچانسکی، استفان دوشان، در سال ۱۳۳۱ تاج‌وتخت صربستان را تصرف کرد و کمی بعد پدرش در دژ زوچان تا حد مرگ خفه شد. دچانسکی در صومعهٔ دچانی در سال ۱۳۳۱ که همچنان کامل نشده بود به خاک سپرده شد و ساخت‌وساز آن به دست دوشان ادامه یافت. معمار اصلی صومعه، راهب فرانسیسکن ویتو از کوتور بود.
در طول جنگ جهانی اول، گنج‌های صومعه به‌دست ارتش اتریش-مجارستان که از سال ۱۹۱۵ تا ۱۹۱۸ صربستان را اشغال کردند، غارت شد. در جنگ جهانی دوم، صومعه در منطقهٔ اشغالی ایتالیایی پادشاهی آلبانی افتاد و در میانهٔ سال ۱۹۴۱ به دست بالی کومبتار آلبانیایی ملی‌گرا و پیراهن سیاهان فاشیست ایتالیایی افتاد. ارتش سلطنتی ایتالیا گروهی از سربازان را برای دفاع از صومعه ضد حملات فرستاد.

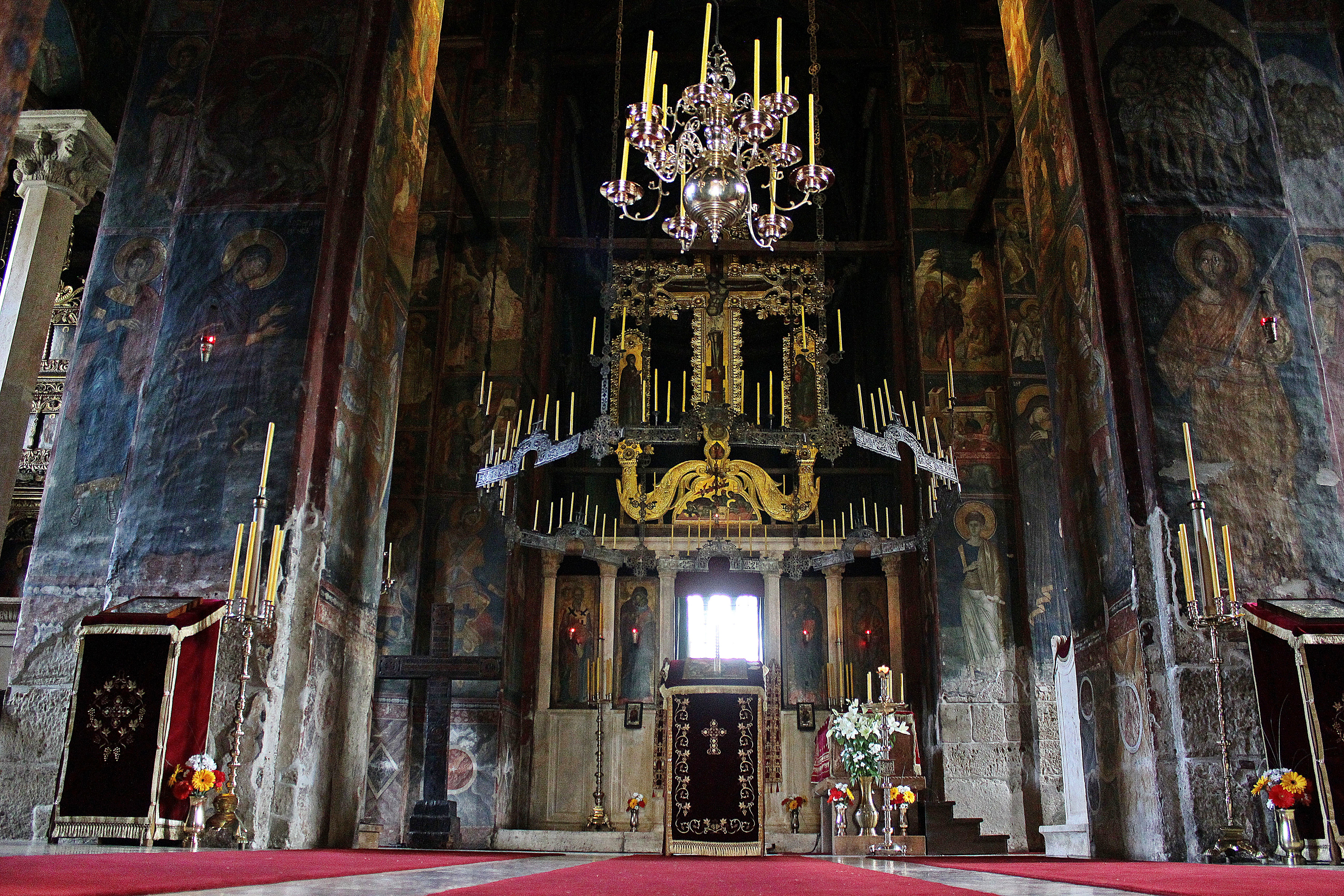
داخل صومعه

گنجینه صومعه در سال ۱۹۸۷ در سفره‌خانه بازسازی‌شده قرون وسطایی به نمایش گذاشته شد. راهبان صومعه در طول جنگ کوزوو به پناهجویان از هر قومی پناه می‌دادند. در ۷ مه ۱۹۹۸، جسد دو فرد سالخوردهٔ آلبانیایی ۴۰۰ متر (۱٬۳۰۰ فوت) از صومعه دیده شد. گزارش شده‌است که آن‌ها به دست ارتش آزادی‌بخش کوزوو (KLA) برای همکاری با صرب‌ها کشته شدند. نیروهای ارتش آزادی‌بخش کوزوو در ۸ مه حمله‌ای در نزدیکی صومعه انجام دادند که یک تن کشته و چهار تن زخمی بر جای گذاشت. در آن روز، ۳۰۰ نفر صرب در دچانی باقی مانده بودند که به صومعه پناه بردند.
غیرنظامیان آلبانیایی که به دنبال پناهندگی در صومعه بودند، پس از خروج نظامیان صرب از کوزوو در ژوئن ۱۹۹۹، به خانه‌های خود بازگشتند. متعاقباً یک واحد ایتالیایی از نیروی کوزوو (KFOR) مأمور حفاظت از صومعه شد که در چندین نوبت مورد حمله قرار گرفت. ده‌ها تن از مردمان کولی در طی چند ماه آینده به دنبال پناهگاهی در صومعه رفتند، زیرا از حملات تلافی‌جویانه همسایگان آلبانیایی خود که آنها را به همکاری با صرب‌ها و غارت خانه‌های آلبانیایی متهم می‌کردند، می‌ترسیدند.